# Seme (priimek)
Seme je priimek več znanih Slovencev:
- Robert Seme (*1972), veteran vojne za Slovenijo
- Štefan Seme (1947—2024), hokejist in hokejski trener